# Sienna
Ne doit pas être confondu avec Siena.
Pour les articles homonymes, voir Sienna (Silésie), Sienna (Basse-Silésie), Sienna (Petite-Pologne).
Sienna est une série de bande dessinée franco-belge créée par Stephen Desberg et Filmore (scénario) et Chetville (dessin), publiée entre 2008 et 2014 par les éditions Bamboo dans la collection Grand angle. 
La série raconte les aventures de Sienna Mandeville menant une double vie d'agent spécial de la CIA et de consultante dans la finance d'une agence d'investissement.
Composée de deux cycles de deux albums chacun, la série est terminée.

## Synopsis
Sienna et Gabrielle Chevalier, toutes deux diplômées de l'université Yale sont entraînées dans des aventures communes, Sienna par son rôle d'agent de la CIA et Gabrielle par son métier d'avocate.

## Présentation
La série est constituée de diptyques, chacun racontant une histoire indépendante. 

## Albums
- Université de Yale... Licence en crimes...

1. Cycle 1 (1/2) octobre 2008  (ISBN 978-2-35078-496-0)
2. Cycle 1 (2/2) mars 2010  (ISBN 978-2-35078-876-0)

INT. Intégrale Cycle 1 février 2019  (ISBN 978-2-8189-6622-8)
- Iraq, fraternité et terrorisme...

1. Cycle 2 (1/2) novembre 2012  (ISBN 978-2-8189-2158-6)
2. Cycle 2 (2/2) avril 2014  (ISBN 978-2-8189-2539-3)

## Publication

### Éditeurs
- Bamboo (collection Grand Angle)